# 達爾文島 (南極洲)

63°26′S 54°46′W / 63.433°S 54.767°W
達爾文島（英語：Darwin Island）是南極洲的島嶼，位於葛拉漢地，處於茹安維爾島東端東南面20公里，屬於茹安維爾群島中危險群島的一部分，現時由南極條約體系管理。